# Girolamo Lucchesini

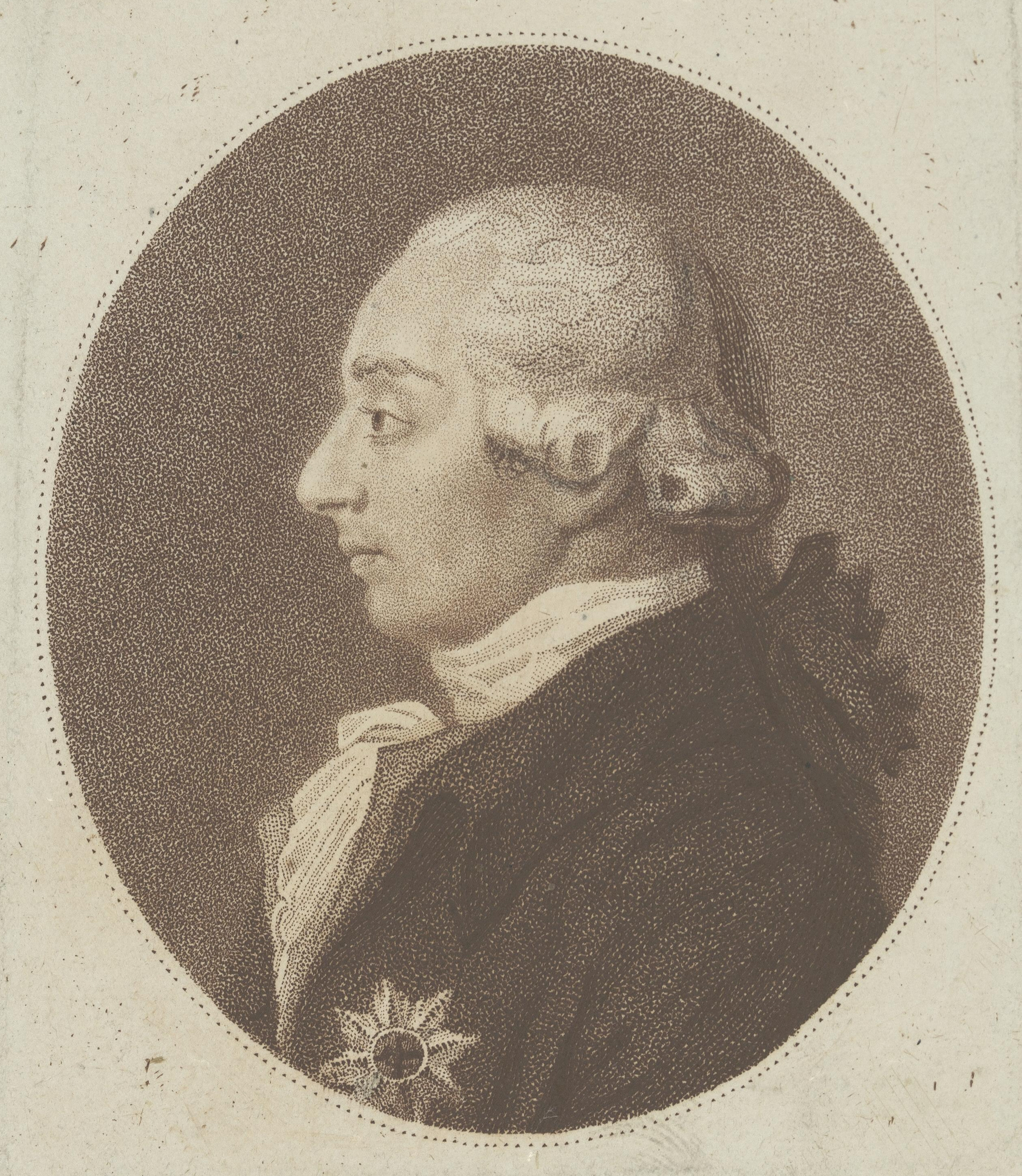
Girolamo Lucchesini

Girolamo Lucchesini (* 7. Mai 1751 in Lucca; † 20. Oktober 1825 in Florenz) war ein preußischer Diplomat und der letzte Vorleser und Vertraute Friedrichs des Großen.

## Leben
Der Marquis erhielt eine Ausbildung bei Lazzaro Spallanzani in Modena und Pavia und wurde, nachdem Henri de Catt, der diese Stelle mehr als zwei Jahrzehnte innegehabt hatte, entlassen worden und ein Intermezzo mit dem Abbé Duval de Peyrau schnell beendigt worden war, auf Empfehlung d’Alemberts 1780 Friedrichs Vorleser, Bibliothekar und Kammerherr.
Nach dem Tod des Königs betätigte Lucchesini sich unter Friedrich Wilhelm II. verstärkt politisch. 1787 war er in politischer Mission in Italien, wo er Goethes Bekanntschaft machte, 1790 kam das Bündnis zwischen Preußen und Polen unter seiner Mitwirkung zustande, 1791 nahm er am Kongress von Reichenbach teil, der zu einer Abschwächung der gegen Österreich und Russland gerichteten Politik führte. Im gleichen Jahr erhielt er den Schwarzen Adlerorden. 1792 wurde er in diplomatischer Mission nach Warschau geschickt. Von 1793 bis 1797 war er Botschafter in Wien, wobei er ab 1793 den Rang eines wirklichen Staats- und Kriegsministers bekleidete. Diese Zeit endete wegen eines Zerwürfnisses mit dem österreichischen Politiker Baron Thugut. 1802 war er außerordentlicher Gesandter in Paris. Über seine Rolle im Krieg zwischen Preußen und Frankreich 1806 gibt es unterschiedliche Angaben. Es kam zu einem Zerwürfnis mit dem preußischen König Friedrich Wilhelm III., als dieser einen von Lucchesini geschlossenen Waffenstillstand nach der Schlacht von Jena und Auerstedt nicht ratifizierte.
Lucchesini kehrte daraufhin nach Italien zurück und nahm, empfohlen von Duroc und Talleyrand, eine Stelle als Kammerherr bei Elisa von Lucca und Piombino, einer Schwester Napoleons, an. In ihrem Auftrag reiste er 1811 nach Paris und informierte sich über die Zustände am französischen Hof. Nach dem Ende der französischen Herrschaft in seinem Vaterland stand er in Kontakt mit Luisa Stolberg, Herzogin von Albany. Seinen Lebensabend verbrachte er in Florenz.
Im Jahr 1773 wurde er zum Mitglied der Leopoldina gewählt.

## Familie
1786 heiratete er Charlotte von Tarrach (1759–1833). Aus dieser Verbindung gingen zwei Söhne hervor, von denen der eine, Franz (1787–1867), Hofmarschall des Prinzen Carl von Preußen wurde.

## Schriften
Lucchesini betätigte sich auch als Schriftsteller. Sein Hauptwerk über den Rheinbund Sulle cause e gli effeti della confederatione renana etc. erschien 1819; eine Übersetzung ins Deutsche kam 1821–1825 unter dem Titel Historische Entwickelung der Ursachen und Wirkungen des Rheinbundes in Leipzig heraus.
1885 erschienen seine Gespräche mit Friedrich dem Großen in deutscher Übersetzung in Leipzig.
Lucchesini führte außerdem ein Tagebuch, das ein lebendiges Bild des tierlieben Königs Friedrich zeichnete, und verfasste den Text zu einer Trauer-Cantate bey dem Leichenbegängnis Friedrichs des Großen, die von J. F. Reichardt vertont wurde.
Girolamo Lucchesinis jüngerer Bruder Cesare Lucchesini war Staatsrat in Lucca und ebenfalls schriftstellerisch tätig.

## Goethes Urteil
Goethe schrieb in seiner Italienischen Reise unter dem 1. Juni 1787 über Lucchesini:

„Die Ankunft des Marquis Lucchesini hat meine Abreise auf einige Tage weiter geschoben; ich habe viel Freude gehabt, ihn kennen zu lernen. Er scheint mir einer von denen Menschen zu sein, die einen guten moralischen Magen haben, um an dem großen Welttische immer mitgenießen zu können; anstatt daß unsereiner wie ein wiederkäuendes Tier sich zuzeiten überfüllt und dann nichts weiter zu sich nehmen kann, bis er eine wiederholte Kauung und Verdauung geendigt hat. Sie gefällt mir auch recht wohl, sie ist ein wackres deutsches Wesen.“

## Werke
- Sulle cause e gli effeti della confederatione renana. 1819 (deutsche Ausgabe: Leipzig 1821–1825); Teil 1: archive.org – Teil 2/1: books.google.de – Teil 2/2: books.google.de
- Das Tagebuch des Marchese (Girolamo) Lucchesini <1780–1782>. Gespräche mit Friedrich d. Großen. Hrsg. v. F. v. Oppeln-Bronikowski u. G. B. Volz. M. Hueber, München, 104 S., M. 4.
- Gespräche Friedrich’s des Grossen mit H. De Catt und dem marchese Lucchesini. books.google.de